# Дионисий Телль-Махрский
Дионисий Телль-Махрский (лат. Dionysius Telmaharensis, сир. ܕܝܘܢܢܘܣܝܘܣ ܬܠܡܚܪܝܐ, араб. مار ديونيسيوس التلمحري‎) — 17-й сирийский патриарх Антиохийский и глава Сирийской православной церкви с июня 817/818 до своей смерти 22 августа 845 года. Автор хроники, охватывающей период с 583 по 843 год.

## Биография
Родился в Телль-Махре близ Ракии в известном с начала VII века благородном семействе из Эдессы. Поступив в монастырь Кеннешре, Дионисий изучал филологию, юриспруденцию, философию и богословие. Будучи диаконом единогласным решением собравшихся в Каллинике (современная Ракка) 48 епископов был избран патриархом Антиохийским. На посту патриарха Дионисий заслужил уважение своим благочестием и учёностью. В период правления Дионисия состоялось три поместных собора: помимо избравшего его собора в Каллинике в 818 году, в Усполисе (близ Рас-эль-Айн) в 828 году и в Тикрите в 834 году. В хронике Михаила Великого рассказывается о принятых при Дионисии канонах и сотнях рукоположенных им епископах.
Дионисий трижды посещал халифа аль-Мамуна (813—833) в Египте и Багдаде. Также патриарх один раз встречался с его преемником аль-Мутасимом (833—842), поручившим ему дипломатическую миссию. Известно о хороших отношениях патриарха с полководцем Абдуллой ибн Тахиром.

## Труды
Основным произведением Дионисия Телль-Махрского является его «Хроника», описывающая период от коронации императора Маврикия в 583 году до смерти императора Феофила. Хроника Дионисия была продолжена Михаилом Великим.